# Charles Champaud
Charles Champaud nebo Шарл Шампо (asi 1865 – datum úmrtí není známo) byl švýcarský sportovec, reprezentující Bulharsko. Působil od roku 1894 jako učitel tělocviku na Sofijském klasickém gymnáziu, byl jedním z průkopníků fotbalu a dalších sportů v zemi. Spolu s Todorem Jončevem založili v roce 1895 první bulharský sportovní klub Junak. Champaud startoval v gymnastických soutěžích na Letních olympijských hrách 1896 v Athénách, v přeskoku skončil údajně na pátém místě, jeho umístění ve cvičení na bradlech a koni našíř se ve výsledkových listinách nedochovala. Bulharský olympijský výbor označuje Champauda za svého reprezentanta a uvádí proto Bulharsko jako jednu z účastnických zemí první novodobé olympiády, uznání tohoto faktu je však předmětem sporů.